# Ngân hàng Barclays, Enfield

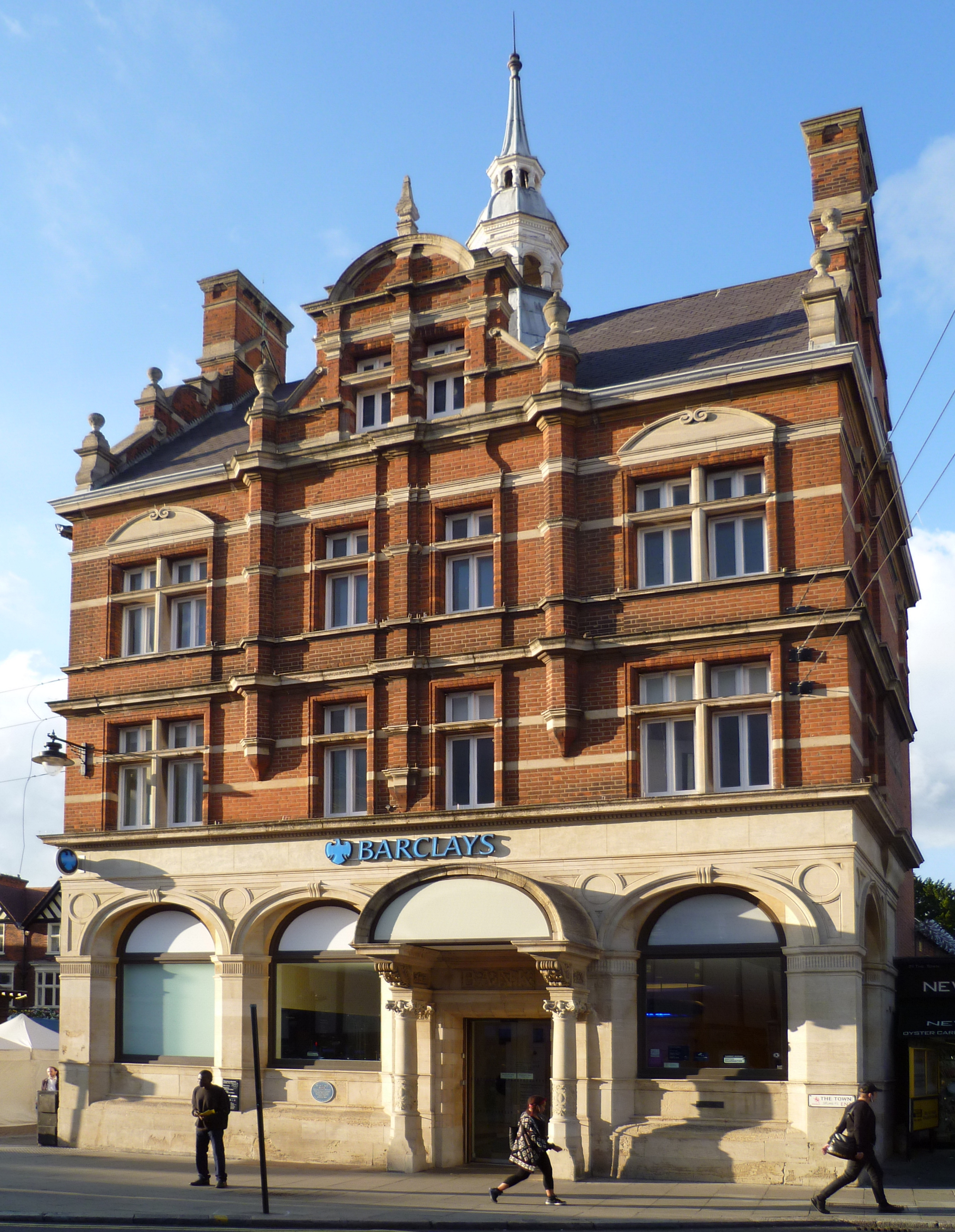
Ngân hàng Barclays, Enfield

Ngân hàng Barclays (chi nhánh tại 20 The Town, Enfield, trước đây là ngân hàng London and Provincial) là một di tích xếp hạng II tọa lạc tại khu Enfield của Luân Đôn. Tòa nhà được thiết kế bởi William Gillbee Scott với phong cách Phục Hưng Vlaanderen, hoàn thành năm 1897. Ngân hàng Barclays đã tiếp quản tòa nhà từ London and Provincial từ năm 1918.
Nội thất của tòa nhà đã được thay đổi rất nhiều kể từ năm 1897. Năm 1919, một dự án thiết kế lại tòa nhà đã diễn ra, trong đó sảnh ngân hàng cao gấp đôi ban đầu bị hạ xuống còn một tầng. Vào giữa thế kỉ XX, một tòa nhà văn phòng đã được xây dựng ở phía sau tòa nhà nhưng không được liệt kê vào công trình. Năm 1967, máy rút tiền tự động (máy ATM) đầu tiên trên thế giới đã được lắp đặt tại phía tây của tòa nhà. Vào năm 2017, một máy ATM và tấm biển màu vàng đã được lắp đặt để đánh dấu vị trí này.

## Lịch sử

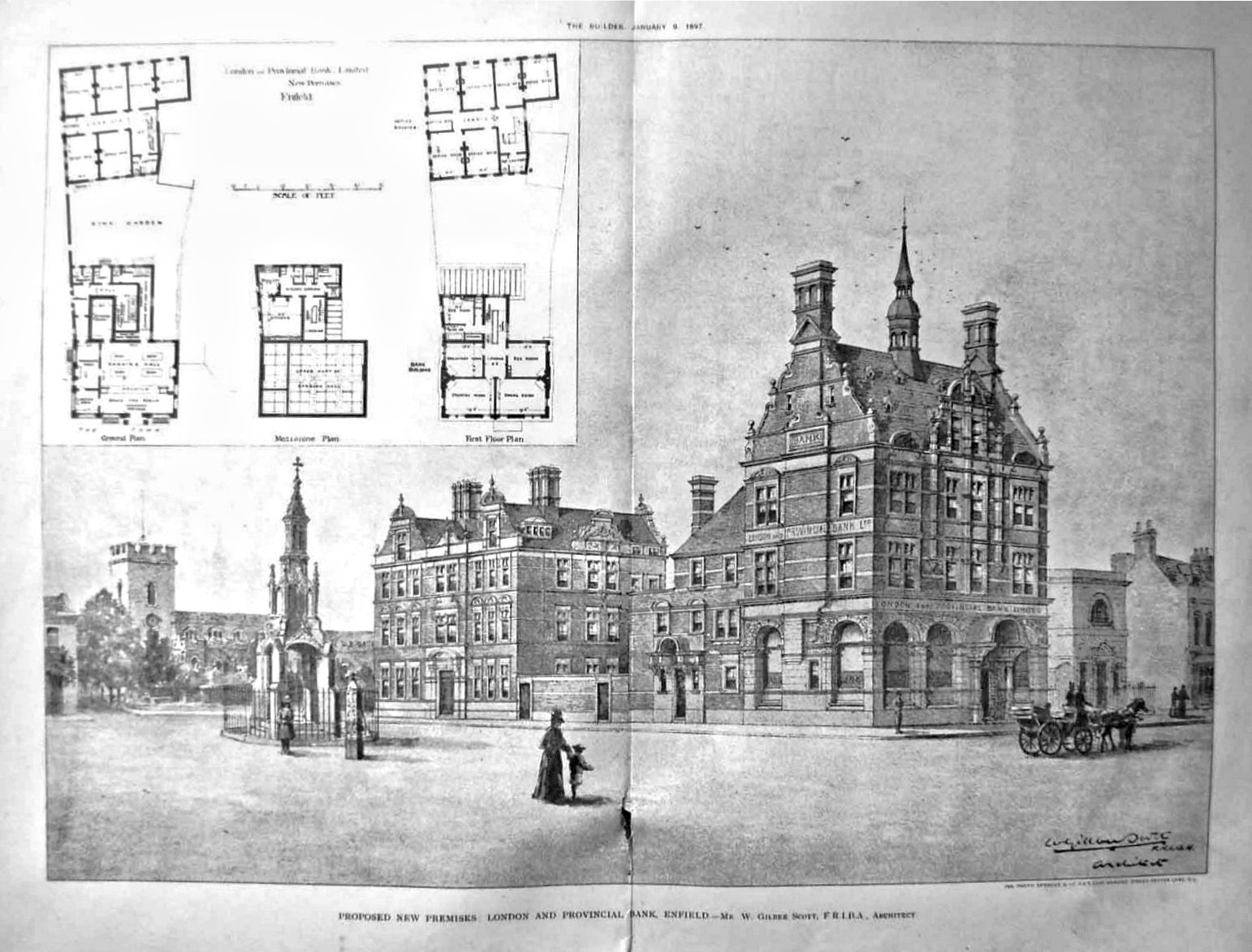
Thiết kế cho London and Provincial Bank, Enfield, bởi W. Gillbee Scott, The Builder, 1897.

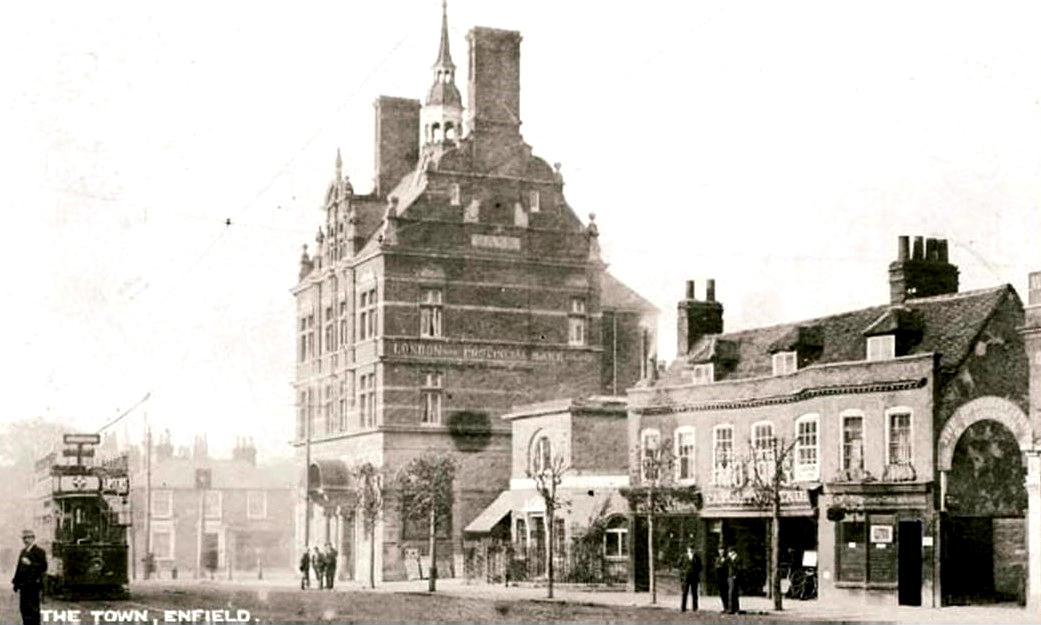
Ngân hàng, k. 1909, khi vẫn còn thuộc London and Provincial

Ngân hàng đầu tiên mở chi nhánh tại Enfield là ngân hàng London and Provincial vào năm 1875. Vào năm 1894, họ mua quán rượu the Greyhound Inn và một số ngôi nhà ở phía đông khu vực chợ Enfield. Sau đó, một cuộc thi kiến trúc cho tòa nhà mới đã được phát động vào năm 1896. Nhà thiết kế người Luân Đôn William Gillbee Scott đã chiến thắng với bản thiết kế được trưng bày tại Học viện Hoàng gia về Nghệ thuật (Royal Academy of Arts) và được xuất bản trong tạp chí The Builder vào tháng 1 năm 1897. Bản thiết kế bao gồm một tòa nhà chính và một tòa nhà văn phòng ở phía sau với phong cách tương tự nhưng chỉ có tòa nhà chính được xây vào thời điểm đó.
Alan Fairhead and Son thuộc Cecil Road, Enfield là đơn vị tham gia xây dựng tòa nhà, hoàn thành vào tháng 12 năm 1897. Công trình được xây bằng gạch đỏ theo kết cấu tường liền mạch Vlaanderen với các lớp đá cho tất cả các tầng bao phủ hoàn toàn mặt tiền tầng trệt. Đây là phong cách Phục Hưng Vlaanderen. Vào năm 1918, ngân hàng London and Provincial trở thành ngân hàng Barclays.
Nội thất của tòa nhà đã được thay đổi đáng kể trong suốt thời gian tồn tại, với việc Alfred Foster thiết kế lại tòa ngân hàng vào năm 1919 tốn 4,055 Bảng Anh (quy đổi theo thời giá năm 2021 là 198.250 Bảng Anh) và một số thay đổi bao gồm hạ độ cao của sảnh ngân hàng cao gấp đôi ban đầu thành một tầng. Vào giữa thế kỉ XX, một tòa nhà văn phòng đã được xây dựng ở phía sau.
Ngân hàng Barclays được liệt kê vào di tích xếp hạng II trong Hệ thống di sản quốc gia của Anh vào tháng 3 năm 2023. Tuy nhiên tòa nhà văn phòng được xây dựng thêm ở phía sau vào giữa thế kỉ XX đã không được tính.

## Máy rút tiền tự động đầu tiên trên thế giới

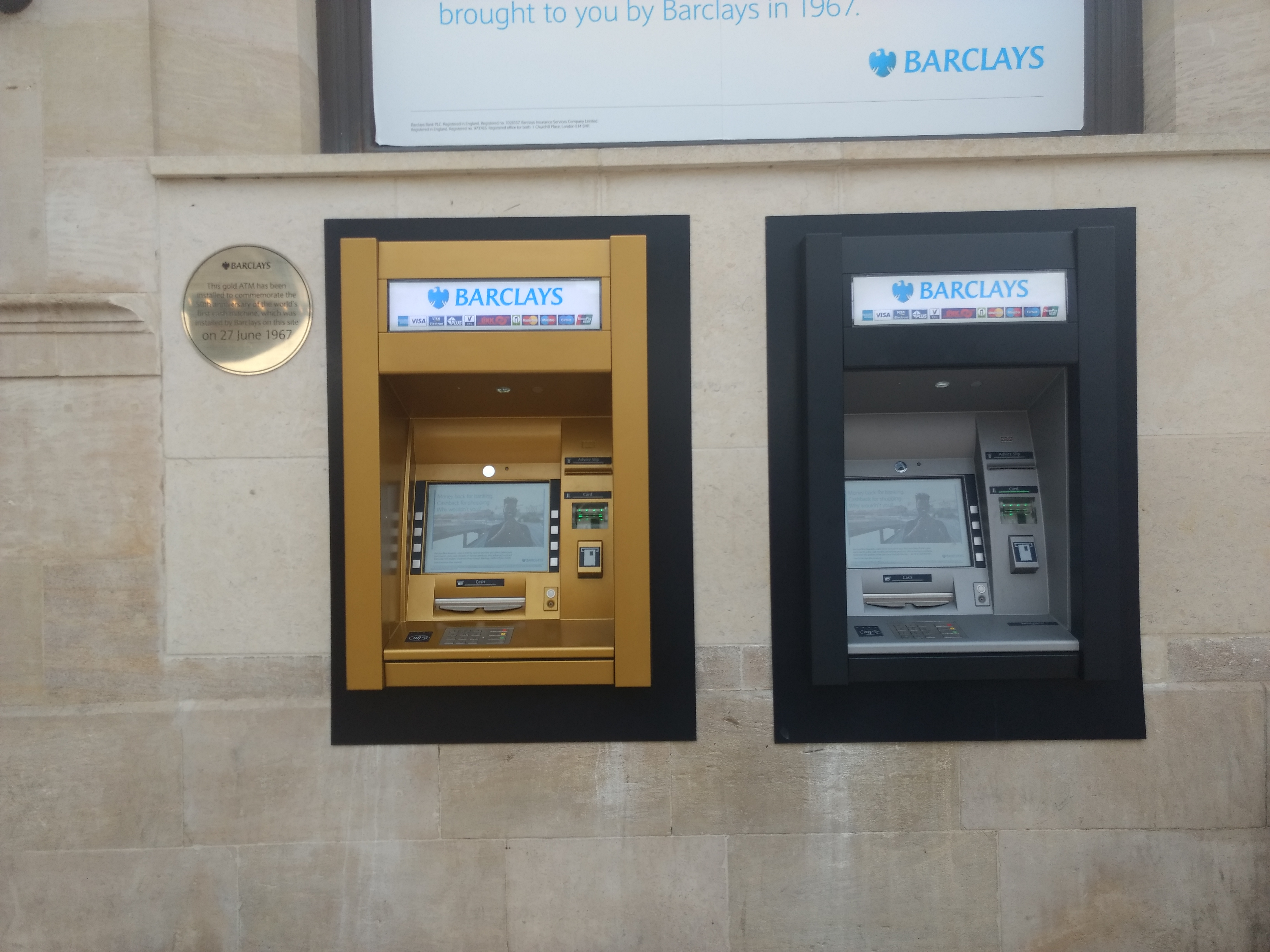
Một máy ATM màu vàng và tấm biển trên vị trí của chiếc máy ban đầu để đánh dấu kỷ niệm 50 năm chiếc máy ATM đầu tiên ra đời.

Máy rút tiền tự động đầu tiên trên thế giới (ATM), phát minh bởi John Shepherd-Barron, đã được đặt tại phía tây của tòa nhà vào ngày 27 tháng 6 năm 1967 và được khai trương bởi nam diễn viên Reg Varney. Số tiền rút tối đa vào thời điểm đó là 10 Bảng Anh (quy đổi theo thời giá năm 2021 là 193 Bảng Anh); khách hàng cần phải mua trước một phiếu mua hàng bằng giấy và đưa vào máy, cùng với mã nhận dạng cá nhân (PIN). Chi nhánh tòa ngân hàng Barclays được chọn làm điểm lắp đặt bởi vì sự thuận tiện để lên kế hoạch, có vỉa hè đẹp, cửa sổ đủ cao và lượng khách hàng đa dạng.
Vào năm 2017, Barclays đã lắp đặt một máy ATM màu vàng và tấm biển trên vị trí của chiếc máy ban đầu để đánh dấu kỷ niệm 50 năm chiếc máy ATM đầu tiên ra đời.

## Thư viện ảnh

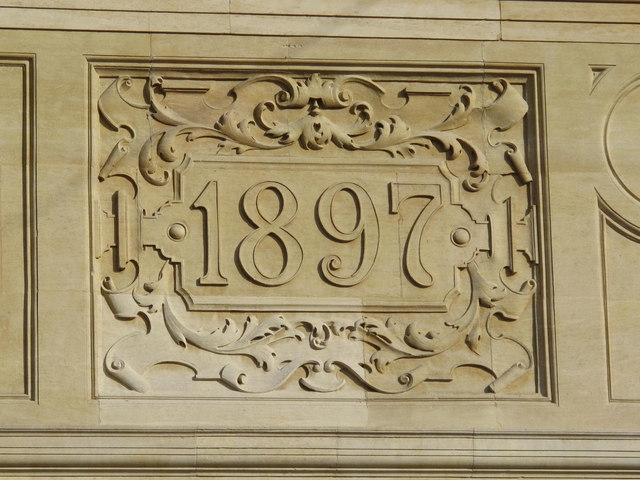
Biển ghi năm khánh thành
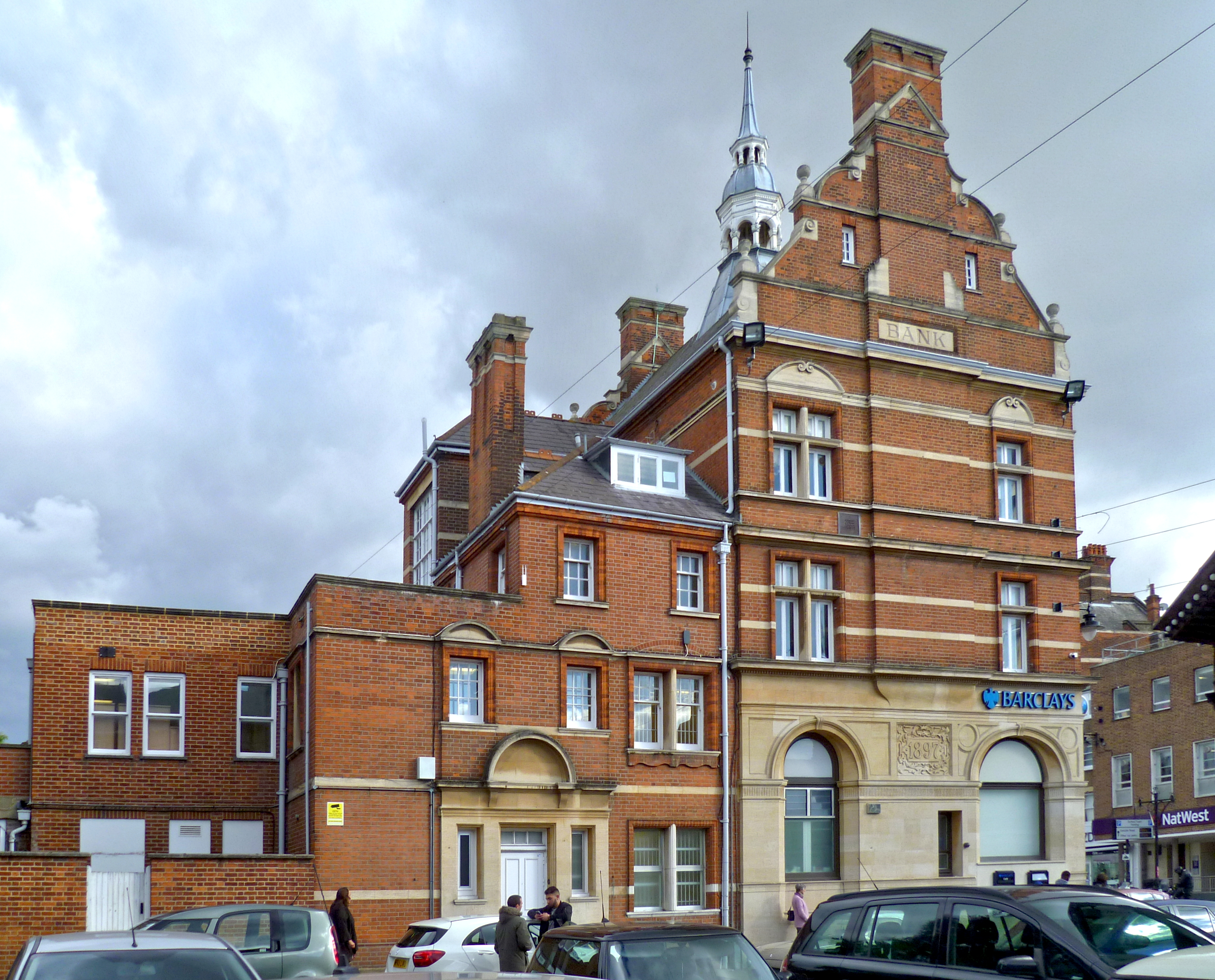
Tòa nhà nhìn từ khu vực chợ Enfield
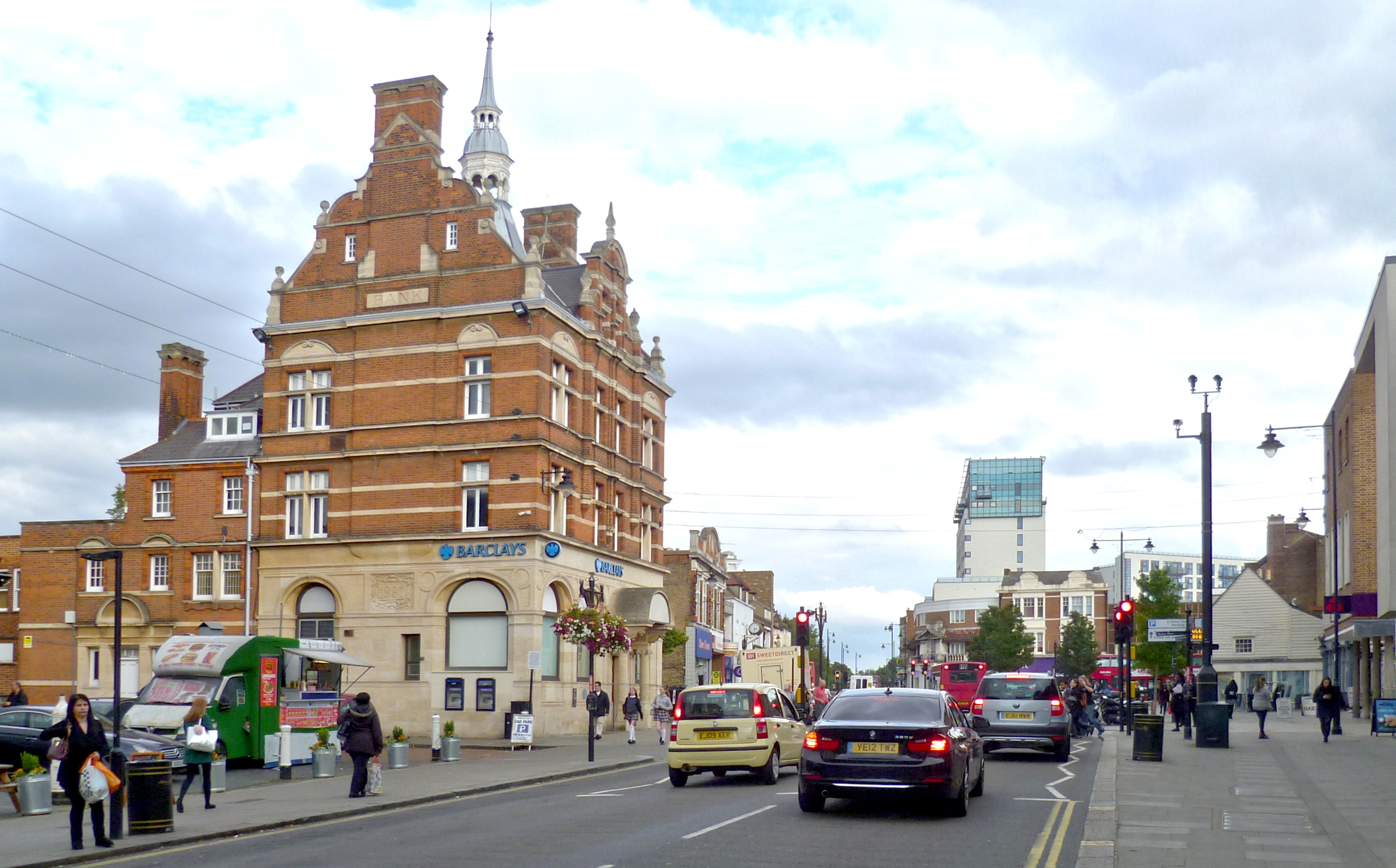
Hình ảnh tòa nhà từ bên ngoài
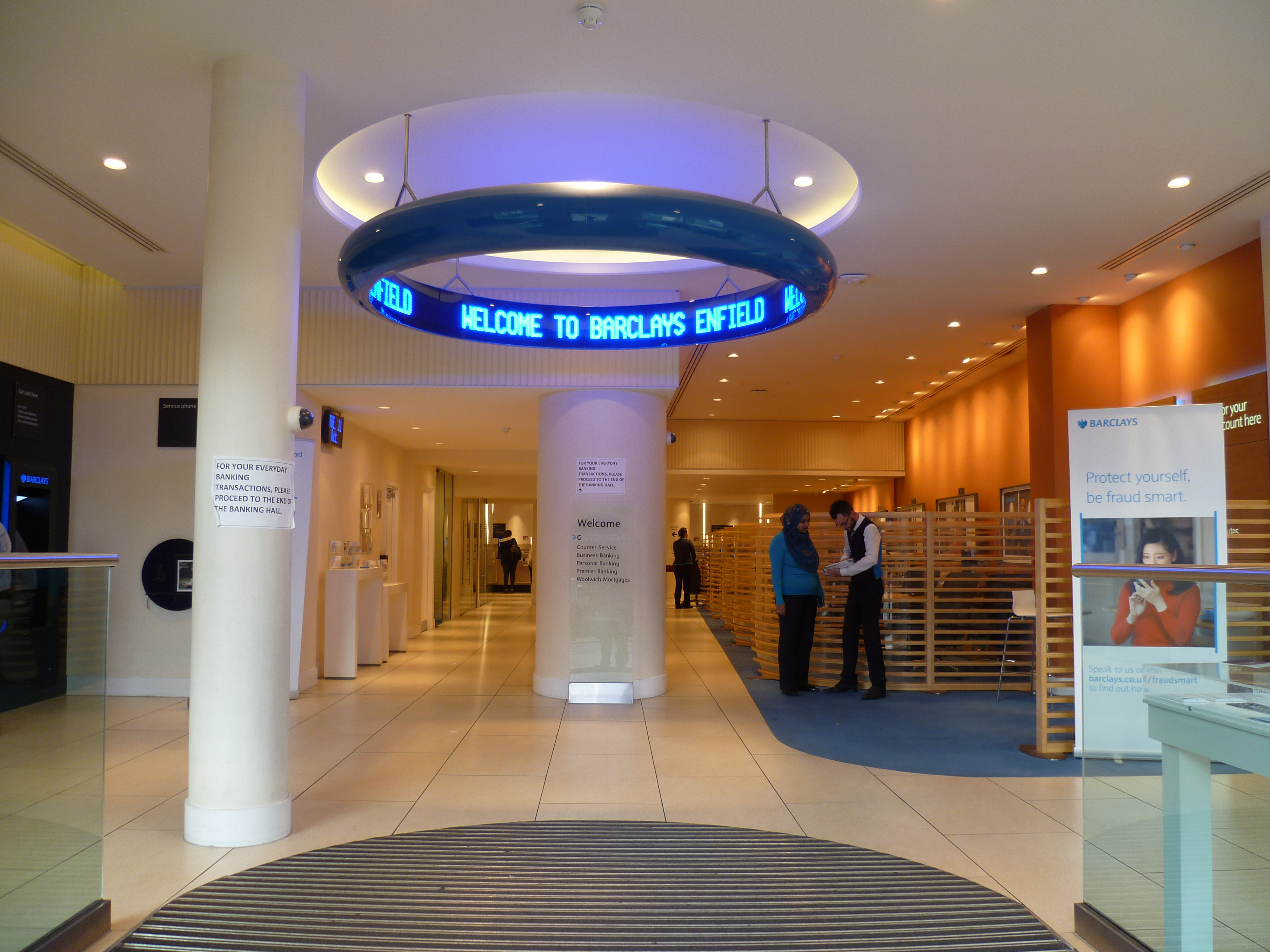
Bên trong, tháng mười 2016